# 金唇兰
金唇兰（学名：Chrysoglossum ornatum）也称金蝉兰、台湾黄唇兰，为兰科金唇兰属下的一个种。